# Emil Zátopek

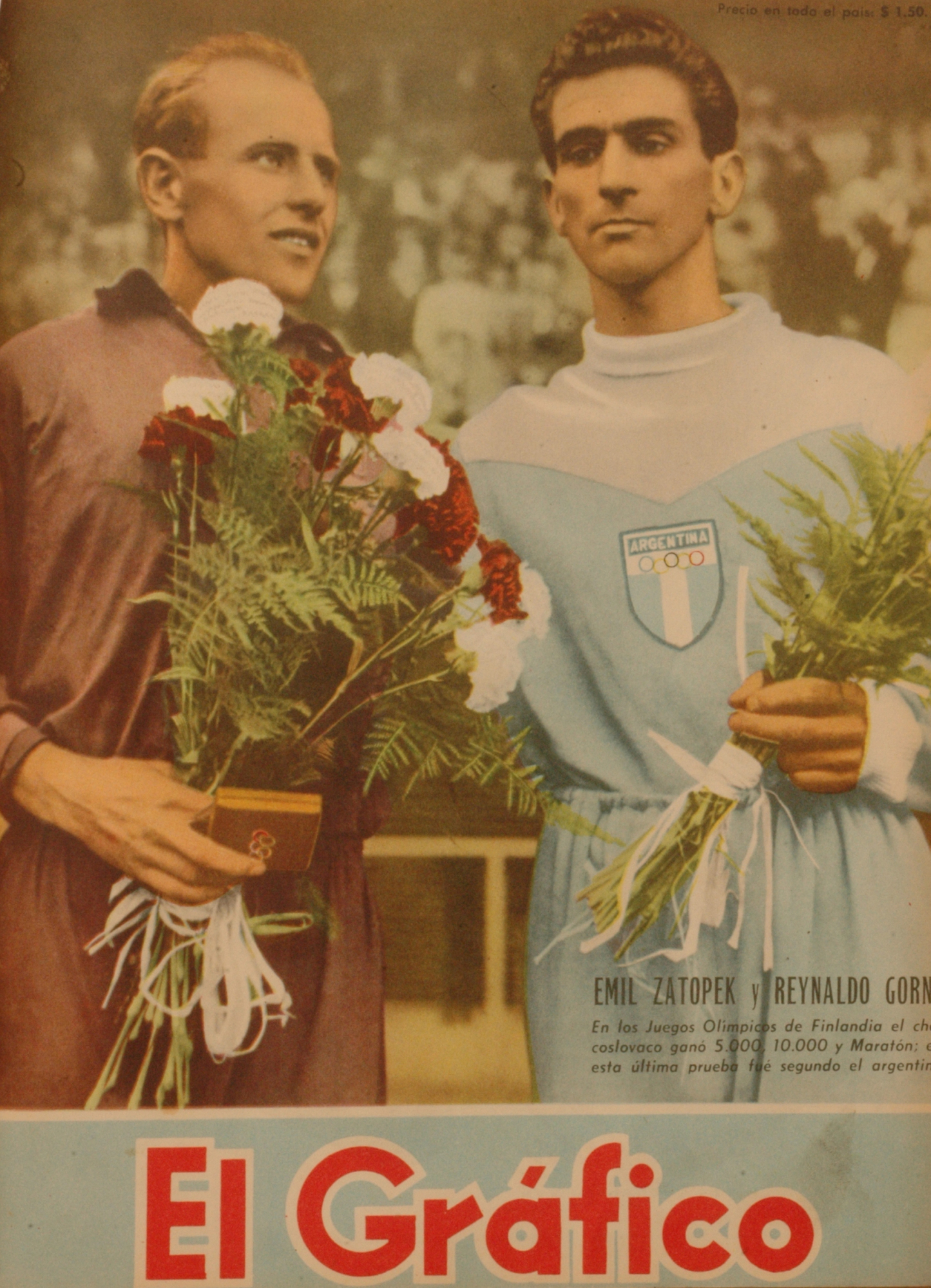
Emil Zatopek y Reynaldo Gorno. Juegos Olímpicos de Helsinki (1952)

Emil Zátopek (Kopřivnice, 19 de septiembre de 1922-Praga, 21 de noviembre de 2000) fue un atleta checo especialista en pruebas de fondo. Alcanzó gran reconocimiento por sus victorias en los Juegos Olímpicos de Londres 1948 y, especialmente, en los de Helsinki 1952. Destacó por su fuerza y resistencia, así como por la firmeza de su ritmo, cualidades que le valieron el apelativo de la Locomotora Humana o la Locomotora Checa. Fue el creador del entrenamiento a intervalos y el entrenamiento con hipoventilación.
Zátopek fue el primer corredor en romper la barrera de los 29 minutos en los 10 000 metros (en 1954). Tres años antes, en 1951, había roto la marca de menos de una hora corriendo 20 km. Es ampliamente considerado uno de los más grandes corredores del siglo XX y fue también conocido por sus entrenamientos sumamente exigentes. En febrero de 2013, el editor de Runner's World Magazine lo escogió como el más grande corredor de todos los tiempos. Es la única persona en ganar los 5000 metros, 10 000 metros y el maratón en los mismos Juegos Olímpicos.
Zátopek es el autor de la frase «Si quieres correr, corre un kilómetro; si quieres cambiar tu vida, corre un maratón».

## Biografía
Nació en Kopřivnice en 1922, ciudad perteneciente entonces a Checoslovaquia, el mismo día que Dana Zátopková, que más tarde se convertiría en su mujer. 

### Primeros años
Zátopek era el séptimo hijo de una familia de escasos recursos. A los 16 años empezó a trabajar en la fábrica de calzado Bata A los 16 años, ingresó en la escuela profesional, trabajando como aprendiz en la fábrica de zapatillas Bata  de Zlín, situada a cien kilómetros al sur de Ostrava.. Zátopek recuerda que "un día, el entrenador deportivo de la fábrica, que era muy estricto, señaló a cuatro chicos, entre los que me encontraba, y nos pidió que corriéramos en una carrera. Yo protesté diciendo que estaba débil y no estaba en condiciones de correr, pero el entrenador me mandó a hacer un examen físico y el médico dijo que estaba perfectamente bien. Así que tuve que correr, y cuando empecé, sentí que quería ganar. Pero sólo llegué segundo. Así empezó todo".  Zátopek terminó segundo en una carrera de 100 participantes. A partir de entonces se interesó seriamente por el atletismo. Se afilió a un club de atletismo local, donde desarrolló su propio programa de entrenamiento, basado en lo que había leído sobre el gran atleta olímpico finlandés. olímpico Paavo Nurmi.
Sólo cuatro años después, en 1944, Zátopek batió los récords checoslovacos de 2000, 3000 y 5000 metros. Al final de la guerra se alistó en el Ejército checoslovaco, donde poco a poco fue disponiendo de más tiempo para su agotador régimen de entrenamiento.

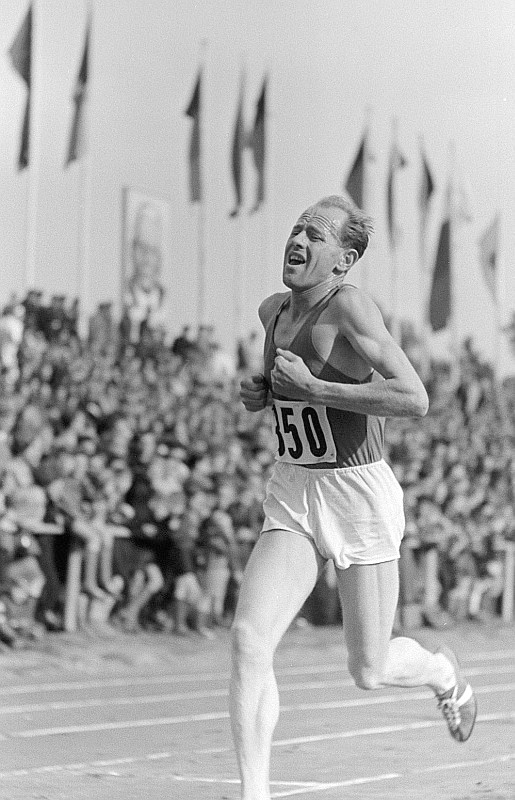
Zátopek compitiendo en 1951.

Comenzó a practicar atletismo, cuando la empresa organiza una carrera pedestre denominada Circuito de Zlin en la que debían participar todos los estudiantes de la escuela profesional. En 1945 ingresa en el Ejército checoslovaco. Logró su primera plusmarca en 1944 y acumuló ocho campeonatos nacionales en 5000 y 10 000 metros. 

### Competiciones de alto nivel
Zátopek fue seleccionado para el equipo nacional checoslovaco en los 1946 en Oslo y terminó quinto en los 5000 m en 14:25.8, batiendo su propio récord checoslovaco de 14:50.2. En los Juegos Olímpicos de Verano de 1948 en Londres, Zátopek ganó los 10 000 m y terminó segundo detrás de Gaston Reiff de Bélgica durante una lluvia torrencial en los 5000 m. 
Al año siguiente, Zátopek batió dos veces el récord mundial de 10 000 m y superó su propio récord tres veces en las cuatro temporadas siguientes. También estableció récords en los 5000 m (1954), 20 000 m (dos veces en 1951), una hora de carrera (dos veces en 1951), 25 000 m (1952 y 1955) y 30 000 m (1952). Ganó los 5000 m y los 10 000 m en los Campeonatos de Europa de 1950 y los 10 000 m en los siguientes Campeonatos de Europa, por delante de Jozsef Kovacs y Frank Sando. 
En los Juegos Olímpicos de 1948 obtuvo la medalla de oro en 10 000 m y la de plata en 5000. Dos años después, en el Campeonato de Europa de Bruselas, se impuso en ambas pruebas. Pero fue en los Juegos Olímpicos de Helsinki donde consiguió que su nombre pasara a la historia del atletismo, tras vencer, en el plazo de una semana, en 5000 m, 10 000 m y en el maratón. Una hora después de que su marido ganara la prueba de 5000 m lisos, Zátopková ganó la medalla de oro en lanzamiento de jabalina.
En los Juegos Olímpicos de Verano de 1952 celebrados en Helsinki, Zátopek ganó la medalla de oro en las pruebas de 5000 m, 10 000 m y maratón, batiendo los récords olímpicos en cada una de ellas. Zátopek es la única persona que ha ganado estas tres pruebas de larga distancia en los mismos Juegos Olímpicos. Su victoria en los 5000 m se produjo tras una feroz última vuelta en 57,5 segundos, durante la cual pasó del cuarto puesto al primero en el giro final, adelantando primero a Alain Mimoun de Francia, luego a Herbert Schade de Alemania Occidental y finalmente a Chris Chataway de Gran Bretaña. La última medalla de Zátopek llegó cuando decidió en el último momento competir en el maratón por primera vez en su vida, y ganó. Su estrategia para el maratón era sencilla: corrió junto a Jim Peters, plusmarquista mundial británico. Tras unos primeros quince kilómetros agotadores, en los que Peters sabía que se había esforzado demasiado, Zátopek preguntó al inglés qué pensaba de la carrera hasta el momento. El atónito Peters le dijo al checo que el ritmo era "demasiado lento", en un intento de adelantar a Zátopek, momento en el que Zátopek simplemente aceleró. Peters no llegó a la meta, mientras que Zátopek ganó la carrera y estableció un récord olímpico. Zátopek, que corría su primer maratón, batió al segundo clasificado, Reinaldo Gorno (Argentina), por 2:01 minutos.
Posteriormente participó en el Campeonato de Europa de 1954, que tuvo lugar en Berna, donde logró de nuevo el título continental de 10 000 m, así como la medalla de bronce en 5000 m. En los Juegos Olímpicos de Melbourne 1956 fue sexto en el maratón. 
Zátopek intentó defender su medalla de oro en maratón en 1956; sin embargo, sufrió una lesión en la ingle mientras entrenaba y estuvo hospitalizado seis semanas. Reanudó los entrenamientos al día siguiente de salir del hospital, pero nunca llegó a recuperar su forma. Acabó sexto en el maratón, que ganó su viejo rival y amigo Alain Mimoun. Zátopek se retiró de la competición en 1957.
En 1958, en el Cross Internacional de Lasarte, puso fin a su trayectoria deportiva. A lo largo de ésta compitió en 334 carreras y obtuvo 261 victorias, estableciendo un total de 18 plusmarcas mundiales en distintas distancias.
La forma de correr de Zátopek era peculiar y muy contraria a lo que se consideraba un estilo eficiente en aquella época. A menudo giraba la cabeza, con la cara contorsionada por el esfuerzo, mientras su torso oscilaba de un lado a otro. A menudo jadeaba y resollaba audiblemente mientras corría, lo que le valió los apodos de "Emil el Terrible" o la "Locomotora Checa". Se dice que, cuando le preguntaban por sus torturadas expresiones faciales, Zátopek respondía: "No es gimnasia ni patinaje artístico, ¿sabe?". Además, se entrenaba con cualquier tiempo, incluida la nieve, y a menudo lo hacía con pesadas botas de trabajo en lugar de zapatillas especiales para correr. Siempre estaba dispuesto a dar consejos a otros corredores. Un ejemplo que daba a menudo era estar siempre relajado y asegurarse de que, mientras se corre, se toca suavemente la punta del pulgar con la punta del dedo índice o corazón. El mero hecho de hacer ese ligero contacto garantizaría que los brazos y los hombros permanecieran relajados.

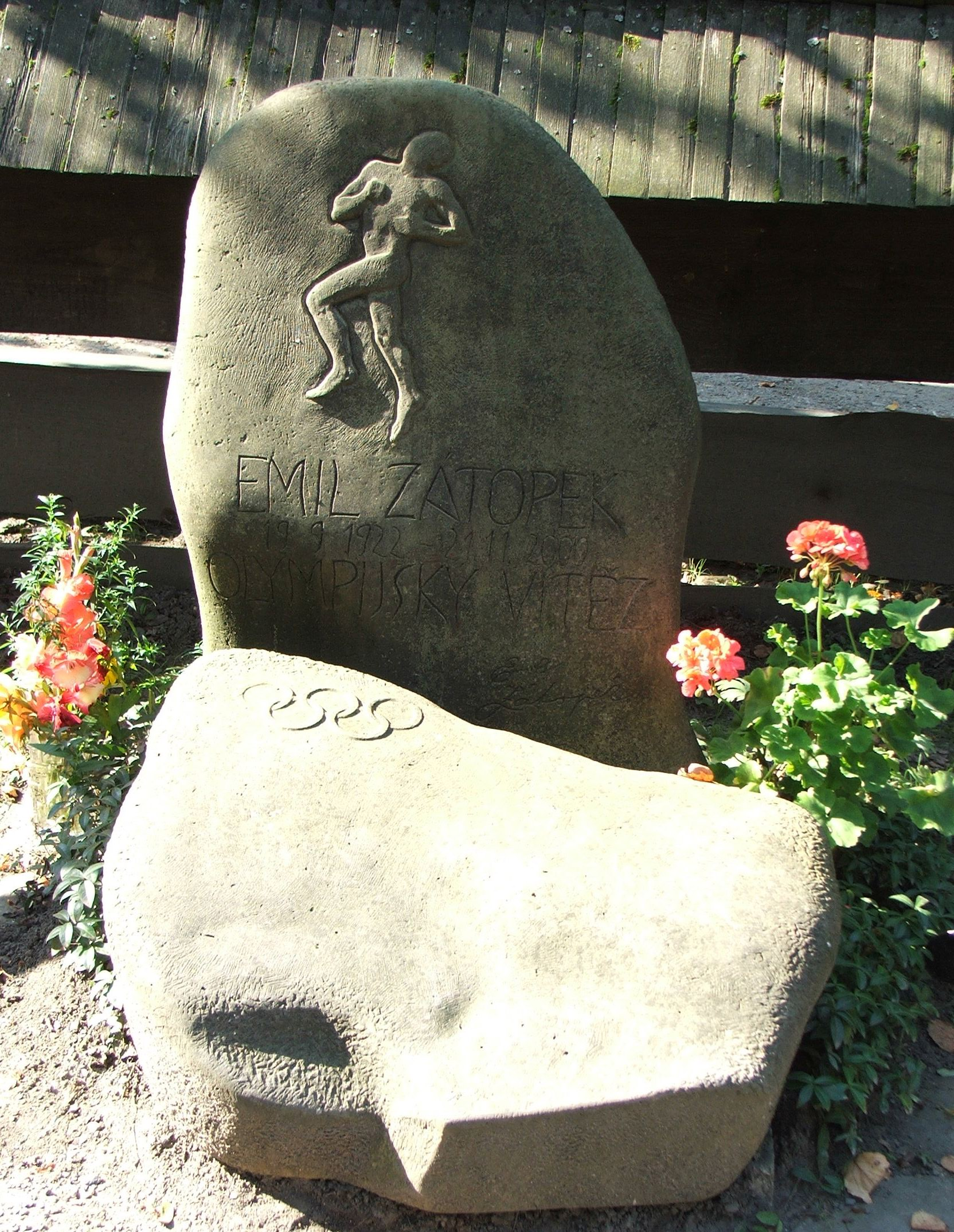
Tumba de Emil Zátopek en Rožnov pod Radhoštěm

En Checoslovaquia fue considerado un héroe nacional y ascendió hasta el grado de coronel.

## Vida personal
Se graduó en la academia militar de Hranice. Su boda con su esposa Dana tuvo lugar el 24 de octubre de 1948 en Uherské Hradiště. Dado que los oficiales debían tener un permiso de matrimonio de las autoridades militares, Zátopek envió una solicitud. Recibió una respuesta en la que se decía que no se recomendaba el matrimonio porque la familia de la novia no cumplía con el perfil político requerido (Dana Zátopková era la ahijada de Sergěj Ingr). No fue hasta después de ganar los Juegos Olímpicos de Londres de 1948, que Zátopek recibió el permiso telefónico para casarse. Después de la boda, vivieron en Praga en la casa U Půjčovny 8, y durante los años sesenta y setenta, los Zátopek construyeron una casa en Praga-Troja. Emil Zátopek recibió el apodo de Ťopek de su esposa. [21]
La esposa de Zátopek, Dana (nacida el mismo día y año que su marido) también fue una excelente atleta, se dedicó al lanzamiento de jabalina. Ganó la medalla de oro en los Juegos Olímpicos de Verano de 1952, en Helsinki,, Finlandia, momentos después de su victoria en la pista de 5 km, y también la medalla de plata en los Juegos Olímpicos de Verano de 1960 en Roma. Había una relación juguetona entre Emil y Dana, por ejemplo, cuando Zátopek trató de tomar una tajada de la victoria de Dana y dijo en una conferencia de prensa que su victoria en la carrera de 5 km inspiró a su esposa, a lo que Dana respondió enojada diciendo: "¿En serio? Está bien, ve y trata de inspirar a alguien más y veremos si lanza una jabalina a cincuenta metros de distancia".

## Primavera de Praga
Sin embargo, debido al apoyo que prestó en 1968 a Alexander Dubček durante la llamada Primavera de Praga, fue expulsado del Partido Comunista y del Ejército. Comenzó entonces una etapa oscura de su vida en la que tuvo incluso que trabajar de barrendero para subsistir. Tras retractarse en 1975, su figura fue rehabilitada en parte por el régimen comunista.

## Años posteriores y muerte
Héroe en su país natal, Zátopek fue una figura influyente en el Partido Comunista. Sin embargo, apoyó al ala democrática del partido y, tras la Primavera de Praga de 1968, fue despojado de su rango y expulsado del ejército y del partido, apartado de todos los cargos importantes y obligado a trabajar en una serie de puestos de trabajo manual de baja categoría.
Consiguió empleo en una de las pocas empresas que no desalentaban la contratación de ciudadanos desfavorecidos. La empresa era "Stavební Geologie", e inmediatamente se puso a trabajar en la prospección de recursos naturales en Bohemia, pudiendo visitar a su esposa en Praga con poca frecuencia. Su trabajo en este campo dio lugar al rumor de que había sido enviado (como muchos antes que él) a los campos de concentración de las minas de uranio; sin embargo, los campos y la última de las minas habían cerrado muchos años antes. También se rumorea que Zátopek trabajó brevemente en la recogida de basuras, pero que lo despidieron porque era incapaz de completar una ronda sin que una horda de ciudadanos insistiera en ayudarle, aunque no hay pruebas de que esto ocurriera nunca.
En 1977, tras cinco años trabajando y viviendo lejos de su mujer y sus amigos, el espíritu de Zátopek se quebró y el gobierno comunista, que ya no lo consideraba una amenaza, le permitió regresar a Praga con la oferta de un nuevo trabajo humillante y servil en la ČSTV (Unión Checoslovaca de Educación Física). Como única opción para volver a Praga y a su mujer, Zátopek aceptó la oferta. Aprovechando sus dotes de lingüista, la ČSTV le puso a trabajar controlando publicaciones extranjeras en busca de los últimos avances en ciencia deportiva y técnicas de entrenamiento. Era un trabajo humilde, barajando papeles en una pequeña oficina bajo el estadio Strahov. Prestó sus servicios hasta su jubilación a principios de los años ochenta.
El 9 de marzo de 1990, Zátopek fue rehabilitado por Václav Havel.
Zátopek falleció en Praga el 21 de noviembre de 2000 a la edad de 78 años, a causa de las complicaciones de un derrame cerebral. Su funeral, celebrado en el Teatro Nacional de Praga, estuvo abarrotado de personalidades del mundo del deporte internacional.
Zátopek fue galardonado con la medalla Pierre de Coubertin (medalla al "Verdadero Espíritu del Espíritu Deportivo") en 1975. En 2012, fue nombrado entre los doce primeros atletas en entrar en el Salón de la Fama del Atletismo.En septiembre de 2014 se inauguró una estatua de bronce a tamaño real de Zátopek en el Estadio de la Juventud de Zlín.

## Muerte
Falleció el 22 de noviembre de 2000 en Praga a los 78 años.